# Allium aeginiense
Allium aeginiense là một loài thực vật có hoa trong họ Amaryllidaceae. Loài này được Brullo, Giusso & Terrasi mô tả khoa học đầu tiên năm 2008.